# Curlew River
Curlew River - A Parable for Church Performance, Op. 71 és la primera de les tres paràboles per a l'església amb música de Benjamin Britten i llibret en anglès de William Plomer, que al seu torn estava basat en una obra de teatre noh, Sumidagawa (riu Sumida), de Juro Motomasa (1395-1431), que Britten va veure durant una visita al Japó i a l'Extrem Orient l'any 1956. Més enllà del material dramàtic original noh, Britten va incorporar elements del tractament noh del temps teatral en la composició.
El llibret és obra de William Plomer, qui va traduir l'ambientació de l'original a una paràbola cristiana, ambientada a l'edat mitjana primerenca prop del Curlew River, un riu fictici, als Fenlands d'East Anglia. L'acció se centra en la Dona boja, una marginada social. Aquest tema és comú a la major part de les obres dramàtiques de Britten: Peter Grimes, Billy Budd, The Turn of the Screw (Britten) i Owen Wingrave totes se centren en un protagonista marginat.
Curlew River va marcar un distanciament en el seu estil de la major part de la vida creativa del compositor, assenyalant el camí cap a Owen Wingrave, Mort a Venècia i el Tercer quartet de cordes.
Sota la direcció de Colin Graham, l'obra es va estrenar el 13 de juny de 1964 a l'església de Sant Bartomeu d'Orford al comtat de Suffolk, Anglaterra, per l'English Opera Group. L'elenc original va incloure a cantants habituals de Britten com Peter Pears i Bryan Drake.

## Personatges
| Personatge                                                                          | Tessitura | Elenc de l'estrena, 13 de juny de 1964 (Director: Colin Graham) |
| ----------------------------------------------------------------------------------- | --------- | --------------------------------------------------------------- |
| Dona boja                                                                           | tenor     | Peter Pears                                                     |
| Barquer                                                                             | baríton   | John Shirley-Quirk                                              |
| Viatger                                                                             | baríton   | Bryan Drake.                                                    |
| Esperit del nen                                                                     | tiple     | Robert Carr, Bruce Webb                                         |
| Abat                                                                                | sota      | Don Garrard                                                     |
| Tres ajudants (acòlits); cor de vuit romeus (tres tenors, 3 barítons i dos baixos). |           |                                                                 |

## Argument
La història es narra a través de quatre personatges principals que, en l'estil del teatre noh, tots estan representats per cantants masculins: l'Abat (que actua com un narrador), la Dona boja, el Barquer i el Viatger. Un cor és proporcionat per vuit pelegrins.
Curlew River s'obre, com el fan les altres dues paràboles d'església, amb un himne processional Et lucis ante terminum (Davant Tu abans que acabi el dia), en què tots els intèrprets, inclosos els músics, entren a la zona de representació i prenen els seus llocs. A un senyal de l'orgue, l'Abat, que actua com a narrador, presenta el «misteri». Després d'una cerimònia de vestiment sense pressa amb majestuós acompanyament instrumental, comença l'obra.

 La Dona Boja i el Viatger volen travessar el riu Curlew en el bot del Barquer. Després de presentar-se breument, la Dona Boja explica la seva cerca: busca el seu fill que ha desaparegut des de fa un any. Tot i que el Barquer al principi és inicialment reticent a portar la Dona boja, els altres personatges la compadeixen i convencen el Barquer perquè la porti. Mentre travessa la Dona boja i el Viatger, explica la història d'un nen que, fa un any, va arribar a la zona amb un cruel amo que el va segrestar de la seva casa prop de les Black Mountains (que és d'on procedeix la Dona Boja). El nen estava malalt, i va ser abandonat pel seu amo a prop del riu. Tot i que els vilatans el van cuidar, va morir. El Barquer recorda les paraules del nen: 
 Sé que estic morint… Si us plau, enterreu-me aquí, al costat del sender que va a aquesta capella. Després, si els viatgers del meu estimat país passen per aquí, les seves ombres cauran sobre la meva tomba, i planteu un teix en record meu. 
 La gent del riu creu que la tomba del nen és sagrada, que: 
 …allà hi ha alguna gràcia especial, que cura la malaltia del cos i de l'ànima 
 Mentre el Barquer narra aquesta història, queda clar que el nen que va morir fa un any és el fill de la Dona Boja. Destrossada en saber això, s'uneix a la resta de l'elenc en lloança al costat de la tomba del nen. Al moment àlgid quan tots els homes canten junts, se sent la veu del nen (un tiple) fent eco, i el seu esperit apareix per sobre de la tomba per assegurar la seva mare: 
 Ves en pau, mare. Els morts s'alçaran, i en aquest dia beneït, ens trobarem al cel 
 En aquest moment, la Dona Boja és redimida i desapareix la seva bogeria. Britten representa el moment amb la Dona Boja llançant un alegre Amén, la nota final passa a un uníson llargament dilatat amb tot l'elenc –un senyal de retorn i acceptació.
Aquí torna la música de la cerimònia de vestiment del començament i els cantants tornen a les seves robes normals. L'Abat reitera la moral i acomiada l'audiència. Tot l'elenc llavors torna a la mateixa cançó senzilla amb la qual va començar l'obra.

## Música
A l'estrena entre els instrumentistes hi va haver el flautista Richard Adeney, l'intèrpret de trompa Neill Sanders, el violinista Cecil Aronowitz, Stuart Knussen (doble baix), l'arpista Osian Ellis, l'organista Philip Ledger i el percussionista James Blades. Els cantants estan acompanyats per un grup petit d'instrumentistes, vestits com a germans laics. L'obra està pensada per a:
- flauta (doble piccolo)
- trompa
- viola
- doble sota
- arpa
- percussió (cinc petits tambors sense afinar, cinc campanetes, u n gran gong afinat)
- orgue de cambra

Inusualment, no hi ha director en l'obra: en lloc d'això, els intèrprets instrumentistes es guien entre ells, els llocs en què l'instrument liderarà queda marcat en la partitura. La manca d'un director va permetre a Britten dispensar amb un tempo universal, els intèrprets sovint en lloc d'això tocant en dos grups o més separats amb tempi diferents, comparables al so de la música d'un conjunt Nobayashi en les obres de teatre noh. Això porta a un altre truc de notes inusual, el Curlew sign, que s'usa per tornar a sincronitzar grups prèviament separats de músics instruint a un per sostenir o repetir notes ad libitum fins que un moment donat s'ha assolit en la música d'un altre grup. La part d'arpa està intensament influïda per la música per koto i la part d'orgue de cambra representa un ampli ús de rams tonals, que deriven del shō, un antic orgue de boca japonès usat en la música de tipus gagaku. Britten s'havia familiaritzat amb aquest instrument mentre va estar dues setmanes al Japó el febrer de 1956.
La tècnica compositiva principal de Britten en Curlew River és heterofonia, que fa servir fins a un efecte dramàtic extraordinari. Afecta tots els aspectes de la composició de l'obra, amb textures derivades d'aparellaments curts i decoratius, o llargues capes de melodies dessincronitzades. Cal assenyalar que la senzilla cançó inaugural («Et lucis ante terminum») suggereix moltes de les formes melòdiques a través de la paràbola.
Com en moltes altres obres dramàtiques de Britten, els instruments individuals es fan servir per simbolitzar sengles personatges en particular. A Curlew River, la flauta i la trompa es fan servir de la manera més clara per a aquest propòsit, simbolitzant la Dona Boja i el Barquer, respectivament. Amb una orquestra tan petita, Britten no fa servir els «mons de so» que se senten clarament al seu War Requiem i El somni d'una nit d'estiu, ni el canvi dramàtic de timbre orquestral (amb l'entrada de la celesta) que acompanya les aparicions de Quint a The Turn of the Screw o Tadzio a Death in Venice.

## Enregistraments
El mateix Britten i Viola Tunnard van supervisar el primer enregistrament comercial de l'obra, per Decca (Decca SET 301), amb els següents cantants:
- Dona boja: Peter Pears
- Barquer: John Shirley-Quirk
- Abat: Harold Blackburn
- Viatger: Bryan Drake
- Veu de l'esperit: Bruce Webb
- Els pelegrins: Edmund Bohan, Edgar Boniface, Patrick Healy, Michael Kehoe, Peter Leeming, William McKinney, David Reed, Gerald Stern, Robert Tasman